# P9
P9 foi uma boy band pop formada na cidade do Rio de Janeiro em 2013 por Guilherme ST, Igor Von Adamovich, Jonathan Couto e Michael Band. 
Após terem assinado contrato com a Sony Music Entertainment, eles lançaram "My Favorite Girl", single estreia da banda e que fez parte da trilha sonora da novela Salve Jorge, da Rede Globo. Ela chegou a alcançar a posição #40 na parada Brasil Hot 100 Airplay. O álbum de estreia, intitulado P9, foi lançado em 1 de julho de 2013. A canção "Love You in Those Jeans" foi selecionada como segundo single se tornando parte da trilha sonora da novela Amor à Vida, e posteriormente, "Just the Two of Us" foi lançada como terceiro single, e se tornou parte promocional do filme The Amazing Spider-Man 2. A banda deu suporte na turnê Believe Tour de Justin Bieber em 2013, e logo após, na Where We Are Tour do One Direction em todo o país.

## História
Jason Herbert, produtor internacional que já foi integrante da também boy band Big Fun, decidiu em 2012 desenvolver um projeto para a criação de uma boy band a nível internacional. Eles chamaram Igor e Michael, que já eram conhecidos do produtor, e que frequentavam a praia de Ipanema a montar uma banda. Com a ajuda de Jason, eles se juntaram a Jonathan e Guilherme. Considerado um dos pontos mais frequentados pelos cariocas e turistas da praia, o Posto 9 serviu como nome da banda. O primeiro single, "My Favorite Girl" foi lançado em 11 de março de 2013 e ficou conhecida por fazer parte da trilha sonora da novela Salve Jorge.
O EP homônimo da canção foi lançado na iTunes Store em 27 de maio de 2013 pela Sony Music. Contendo quatro faixas, incluindo "My Favorite Girl", dois remixes da mesma feitas por Deeplick e a canção "Love You in Those Jeans". O videoclipe de "My Favorite Girl", lançado em 26 de maio de 2013, em 24 horas bateu o recorde de visualizações para uma banda brasileira no Youtube, neste período. A canção alcançou a posição #36 na parada Brasil Hot Pop & Popular e #40 na Brasil Hot 100 Airplay. "Love You in Those Jeans" foi lançado em 18 de junho de 2013 como segundo single do álbum.
O álbum de estreia da banda de nome homônimo à banda foi gravado nos Estados Unidos pelo produtor americano Venus Brown e entrou em pré-venda no iTunes em 18 de junho de 2013, sendo lançado no dia 1 de julho de 2013. Meses após, a canção "Love You in Those Jeans" foi adicionada como parte da trilha sonora da novela Amor à Vida. Em abril de 2014, a canção "Just the Two of Us" foi lançada como trilha sonora do filme americano The Amazing Spider-Man 2. Em abril de 2015 o grupo chegou ao fim. 

## Integrantes
- Guilherme ST
- Igor Von Adamovich
- Jonathan Couto
- Michael Band

## Influências
A banda já declarou que se influencia em boy bands como One Direction e The Wanted e também na banda McFly.[carece de fontes?]

## Discografia

### Álbuns de estúdio
| Título | Detalhes do álbum                                                                                    |
| ------ | --- |
| P9     | - Lançado: 1 de julho de 2013 - Gravadora: Sony Music Entertainment - Formatos: CD, download digital |

### Singles
| Canção                    | Ano  | Álbum |
| ------------------------- | ---- | ----- |
| "My Favorite Girl"        | 2013 | P9    |
| "Love You in Those Jeans" | 2013 | P9    |
| "Just the Two of Us"      | 2014 | P9    |

## Turnês
- Pnight (2013–2014)

Ato de abertura
- Believe Tour - Justin Bieber (2013)[13]
- Where We Are Tour - One Direction (2014)

## Prêmios e indicações
| Ano  | Premiação               | Categoria                             | Indicação          | Resultado | Ref    |
| ---- | ----------------------- | ------------------------------------- | ------------------ | --------- | ------ |
| 2013 | Prêmio Multishow        | Experimente                           | P9                 | Indicado  | [ 14 ] |
| 2013 | Meus Prêmios Nick       | Revelação Musical                     | P9                 | Venceu    | [ 15 ] |
| 2013 | Meus Prêmios Nick       | Música do Ano                         | "My Favorite Girl" | Indicado  | [ 15 ] |
| 2013 | Meus Prêmios Nick       | Gato do Ano                           | Jonathan Couto     | Indicado  | [ 15 ] |
| 2013 | Prêmio Jovem Brasileiro | Melhor Banda                          | P9                 | Indicado  |        |
| 2013 | Prêmio Jovem Brasileiro | Música do Ano                         | "My Favorite Girl" | Venceu    | [ 16 ] |
| 2013 | Prêmio Jovem Brasileiro | Melhor Clipe                          | "My Favorite Girl" | Indicado  |        |
| 2013 | Prêmio Jovem Brasileiro | Melhor Perfil (categoria internet)    | Facebook           | Indicado  |        |
| 2013 | Europe Music Awards     | Melhor Artista Brasileiro             | P9                 | Indicado  | [ 17 ] |
| 2013 | Capricho Awards         | Revelação Nacional                    | P9                 | Indicado  | [ 18 ] |
| 2014 | Next Big Thing 2014     | Próxima Grande Coisa (tradução livre) | P9                 | Indicado  | [ 19 ] |
| 2014 | Artist of the Summer    | Artista do Verão                      | P9                 | Indicado  | [ 20 ] |